# Beauchêne (Orne)
Beauchêne ist eine Ortschaft mit 2.549 Einwohnern (Stand: 1. Januar 2022) in der französischen Gemeinde Tinchebray-Bocage im Département Orne in der Region Normandie.
Die früher selbstständige Gemeinde Beauchêne wurde mit Wirkung vom 1. Januar 2015 mit Frênes, Larchamp, Saint-Cornier-des-Landes, Saint-Jean-des-Bois, Tinchebray und Yvrandes zur Commune nouvelle Tinchebray-Bocage zusammengeschlossen. Sie hat seither den Status einer Commune déléguée.

## Lage
Nachbarorte sind Yvrandes im Nordwesten, Saint-Cornier-des-Landes im Norden, Larchamp im Nordosten, Lonlay-l’Abbaye im Südosten, im Süden und im Südwesten und Ger im Westen.

## Bevölkerungsentwicklung
| Jahr      | 1962 | 1968 | 1975 | 1982 | 1990 | 1999 | 2008 | 2015 |
| --------- | ---- | ---- | ---- | ---- | ---- | ---- | ---- | ---- |
| Einwohner | 363  | 323  | 256  | 223  | 213  | 207  | 241  | 264  |